# Kobuz, Hạt Gryfice
Kobuz [ˈkɔbus] là một ngôi làng ở quận hành chính của Gmina Płoty, trong Gryfice County, Zachodniopomorskie, nằm ở tây bắc Ba Lan.